# Hildebrand Veckinchusen
Hildebrand Veckinchusen (vermoedelijk Westfalen, ca. 1370 - Lübeck, juli 1426) was een koopman die tijdens de Hanze in Brugge woonde. Naast het feit dat Hildebrand en zijn broer Sivert tot de meest gerespecteerde Hanze-kooplieden van hun tijd behoorden, was Veckinchusen van buitengewoon belang voor het onderzoek naar de handelspraktijk en het leven van kooplieden in de late middeleeuwen dankzij de verzending van meer dan 500 brieven en tien handelsboeken.

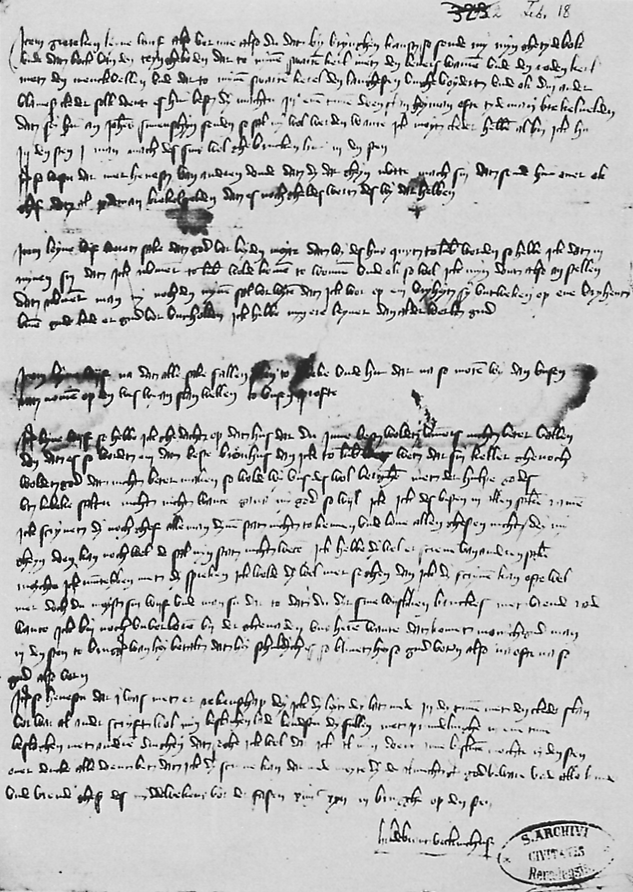
De brief van Hildebrand Veckinchusen van 18 februari 1422, die hij naar zijn tweede vrouw Margarethe stuurde vanuit de Brugse schuldtoren (laatste pagina).

## Herkomst en opleiding
Het geboortejaar van Hildebrand Veckinchusen is niet overgeleverd, maar wordt meestal rond 1370 gesteld. De voornaam van zijn moeder was "Rixe", de naam van zijn vader is niet bekend. Er is geen sluitende kennis over de oorsprong van Hildebrand. Op basis van een verklaring van Hildebrand vermoedt Luise von Winterfeld dat hij de Kaiser begin 1377 als kind in Dortmund heeft gezien, dat Hildebrand ook in Dortmund is geboren. Dollinger beschouwt een Lijflandse stad als waarschijnlijker vanwege het feit dat Hildebrand's derde broer raadslid was in Riga en burgemeester tussen 1402 en 1408 en een Bertold Veckinchusen tussen 1342 en 1353 als raadslid en later burgemeester in Reval (nu Tallinn). Irsigler noemt daarentegen een erfenisovereenkomst uit 1395, die door de gemeenteraad van Radevormwald in Westfalen werd bekrachtigd, waarin een Gottschalck Veckinchusen zichzelf vergeleek met zijn broers Hans, Hildebrand, Sievert, de predikant de heer Ludwig en drie zussen. Het feit dat de familienaam "Veckinchusen" is afgeleid van het dorp Fockinghausen bij Radevormwald of van een dorp met dezelfde naam bij Meschede suggereert dat Veckinchusen uit Westfalen kwam. In ieder geval moet de ongewoon hoge mobiliteit van het gezin worden opgemerkt, omdat in de 14e eeuw kooplieden met deze naam overal in het Hanzegebied verschenen.
In zijn jeugd voltooide Veckinchusen een leertijd als koopmansassistent in Lijfland bij zijn oudere broer Sivert, voordat hij hem volgde naar Vlaanderen, waar hij vermoedelijk zijn opleiding voortzette. De eerste eigen commerciële activiteiten worden opgetekend in Dordrecht in 1390, waar Hildebrand van de stapel een certificaat haalde dat hij op de juiste manier twee terlings van stof en twaalf flessen wijn had gekocht.

## Zakelijke en sociale situatie rond 1400
Hildebrand wordt genoemd voor de jaren 1393 en 1398, en Sivert voor het jaar 1399 als schepen van de Hansekontor in Brugge, wat duidt op een snelle zakelijke stijging van de twee broers. Dit wordt ondersteund door het feit dat Hildebrand eerst gehuwd was met de zus van de Dortmundse wethouder en burgemeester Claus Swarte. Dit en Siverts bezit van drie huizen in Brugge, dat later de residentie van de Hansekontor werd, suggereert volgens Rolf Hammel dat de twee broers in die jaren "tot de meest gerespecteerde Hanze-kooplieden in Vlaanderen" behoorden.
Kort na de dood van zijn eerste vrouw hertrouwde Hildebrand door bemiddeling van zijn broer Caesar, die in Riga woonde. In 1398 bracht Caesar hem in contact met Margarethe Witte (rond 1382 - na 1433), afkomstig uit een rijke koopmansfamilie in Riga, die in een brief van Caesar aan Hildebrand van 1 juli 1398 als een "respectabele maagd van 15 jaar" (sůverlike juncvrouwe van 15 jaren). Na een kort verblijf in het huis van zijn schoonvader Engelbrecht Witte, reisde Hildebrand naar Novgorod, kreeg toen ruzie met Engelbrecht over een bruidsschat van 100 mark en vestigde zich uiteindelijk - in navolging van zijn broer Sivert - in Lübeck. Daar werd hij staatsburger en omstreeks 1400 trouwde Taleke, zijn dochter uit zijn eerste huwelijk, met Peter van dem Damme uit een gemeenteraadsgezin uit Lübeck, waarmee hij zijn kring van relaties in Lübeck uitbreidde. Hildebrand keerde al in 1402 terug naar Brugge, waar hij bleef tot 1426 op enkele korte reizen na. Hij behield echter zijn hele leven zijn Lübecker burgerschap; zijn vrouw Margarethe en zijn kinderen woonden ook in Lübeck.

## De handel tussen Vlaanderen en Lijfland
Aan het begin van de 15e eeuw handelde Veckinchusen voornamelijk met Lijfland, waar hij stoffen, zout en specerijen verscheepte en in ruil daarvoor was en bont kocht. Hildebrand en zijn broer Sivert waren georganiseerd in verschillende handelsmaatschappijen voor deze handel, die plaatsvond op de lijn Vlaanderen - Lijfland. Op 3 augustus 1405 gingen zij, samen met de broers Hartwig en Gottschalk Steenhus, een bedrijf aan, waarvan we de individuele transacties uitvoerig op de hoogte stellen door een uitgebreide rekening van Riga-raadslid Hartwig Steenhus van december 1407. Volgens de berekeningen van Walter Stark behaalde de Veckinchusen / Steenhus-maatschappij een winst van 12% in de twee jaar van haar bestaan, welke echter te danken was aan één enkele transactie van was uit Lijfland naar Lübeck, welke alle andere verliesgevende operaties compenseerde. In 1406 richtten Hildebrand en zijn broer Sivert samen met vennoten in Reval en Dorpat een andere handelsmaatschappij op, die in de zes jaar van haar bestaan echter geen winst maakte, aangezien de winst uit de verkoop van laken de verliezen uit de handel in bont niet kon compenseren. Irsigler schrijft dit toe aan het feit dat het prijsniveau van deze goederen op de Vlaamse en Lijflandse markt op dat moment te veel gelijk was geworden.
- Bibliothèque nationale de France: cb169521877 (data)
- Gemeinsame Normdatei: 118626329
- International Standard Name Identifier: 0000 0003 8529 8434
- Library of Congress Control Number: n87898148
- Nationale Bibliotheek van Israël: 987007325950105171
- Nederlandse Thesaurus van Auteursnamen: 067778135
- Système universitaire de documentation: 083406670
- Virtual International Authority File: 202543202
- WorldCat: E39PBJfRHtjxFfxGtHh4rhB773